# Grabhügel D 1-7638-0004 (A)

Der „Grabhügel bei Eschlbach“.

Bei der Denkmalnummer D 1-7638-0004 (A) handelt es sich um ein Hügelgrab aus der Bronzezeit, zwischen 1600 und 1300 v. Chr.
Es hat einen Durchmesser von etwa fünf bis sechs Metern und eine Höhe von rund zwei Metern und befindet sich in einem Waldstück der Gemeinde Bockhorn (Oberbayern), 300 Meter westlich von Hubberg, rund 30 Meter entfernt von Grabhügel D 1-7638-0004 (B).
Der Hügel ist geöffnet und durchwühlt. Die Beschädigung des Baukörpers ist nicht ganz so augenfällig, bei näherem Hinsehen jedoch nicht zu übersehen.